# 2006 RH120
2006 RH120 — невеликий астероїд, тимчасово захоплений у 2006 році гравітаційним полем Землі, що належить до групи Атона. Раніше, до 18 лютого 2008 року, об'єкт позначався 6R10DB9.
Об'єкт був виявлений 14 вересня 2006 року в обсерваторії в Аризоні в рамках обстеження неба Каталінський огляд. Тоді був близько 19,3 м (на основі даних про яскравість).
Спочатку вважалося, що 2006 р. RH120 — це фрагмент ракети, що залишився після місій 1960-х або 1970-х років. Невеликий нахил на орбіті навколо Сонця та його орбітальний час близько 11 місяців сприяв цьому. Вимірювання положення об'єкта показали, що це скоріше фрагмент гірської породи радіусом близько 3-4 м — траєкторія металевого фрагмента ракети зазнала б більшого впливу тиску сонячного випромінювання.
Під час останнього зближення спектроскопічні вимірювання дозволили з більшою визначеністю визначити природу цього об'єкта. Однак через низьку яскравість та велику кутову швидкість об'єкт могли спостерігати лише найбільші астрономічні обсерваторії.
Нині об'єкт залишив свою нестабільну орбіту навколо Землі. У червні 2007 року, одразу після проходження через перигей своєї тимчасової орбіти, він набрав достатньої швидкості для повернення на орбіту навколо Сонця. Час обертання RH120 2006 року навколо власної осі становить лише приблизно 2 хвилини та 45 секунд (також є інформація про повільне обертання тривалістю 3-4 години).
Повернення 2006 RH120 близько до Землі очікується до 2028 року

## Інтернет-ресурси
- Diagram orbity 2006 RH120
- Sinnott, Roger W. (17 квітня 2007). Earth’s “Other Moon”. Sky & Telescope (англ.). Процитовано 15 грудня 2015.
- 6R10DB9 na stronie Great Shefford Observatory
- Great Shefford Observatory's 6R10DB9 images and background
- Earth's "Other Moon" on SkyandTelescope.com [Архівовано 27 серпня 2012 у WebCite]
- JPL Radar Astrometry Page [Архівовано 7 грудня 2007 у Wayback Machine.]
- Bill Gray's Pseudo-MPEC Page on 6R10DB9
- Photometry of 2006 RH120: an asteroid temporarily captured into a geocentric orbit (Astronomy & Astrophysics 2009) [Архівовано 16 вересня 2013 у Wayback Machine.]
- Interactive 3D visualisation of the Earth 2006 RH120 capture event [Архівовано 17 серпня 2021 у Wayback Machine.]